# Второе вино

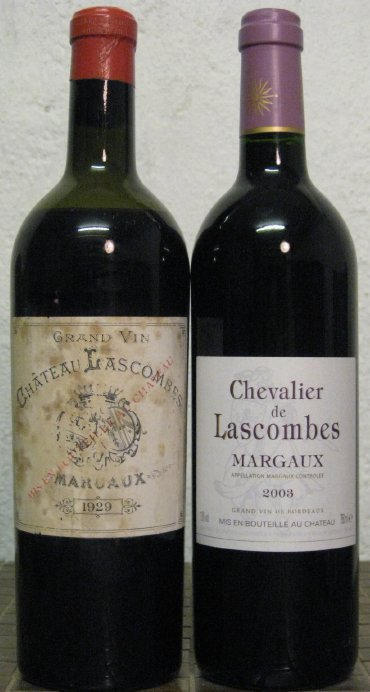
Первое и второе вина Château Lascombes (AOC Марго)

Второе вино (фр. Second vin, англ. Second wine) — вино, выпускаемое винодельней премиального уровня (например, одним из первых гран-крю Бордо), если при его производстве были снижены требования к качеству сырья.
В отличие от массовых производителей, выдающиеся производители вина выпускают лишь один или два его вида — например, одно красное и одно белое. Ко всему процессу изготовления такого вина предъявляются очень высокие требования. Однако, из-за природных условий, не всегда получается добиться высокого качества от всего урожая — виноград может быть снят с ещё молодых лоз, погодные условия могут подвести. В этом случае, винодел может решить выпустить вино с чуть более свободными стандартами, так называемое «второе вино». Порой винтаж бывает настолько разочаровывающий, что производитель решает совсем в этом году не выпускать «первое вино», лишь второе.
Второе вино обязательно будет доступней по цене, чем первое, и его выпуск может быть обусловлен в том числе и маркетинговыми соображениями, как «пробник» или «тест-драйв» для всё ещё сомневающейся аудитории. Ещё одна экономическая причина для выпуска вторых вин, это более полное использование имеющегося урожая, что повышает рентабельность производителя. До появления «вторых вин» у винограда, не соответствующего высоким запросам винодела, было лишь три варианта — на свалку, в кулинарию (сок, варенье, соусы, кондитерские изделия), либо на склад крупного виноторговца («негоцианта», фр. négociant) для смешивания с виноматериалами лучшего качества.
Исторически производство «второго вина» из менее выдающегося сырья началось в Бордо в XVIII веке, но большим спросом такие вина не пользовались. В начале XX века о них вспомнили вновь, но бурный рост производства таких вин начался c 1980-х годов. К настоящему времени многие выдающиеся виноделы Франции, Италии, Испании, Калифорнии и некоторых других винных регионов выпускают «вторые вина». Порой выделяют и третьи, и даже четвёртые вина.